# Badula platyphylla
Badula platyphylla là một loài thực vật thuộc họ Myrsinaceae. Đây là loài đặc hữu của Mauritius. Môi trường sống tự nhiên của chúng là rừng khô nhiệt đới hoặc cận nhiệt đới.